# 2018年の朝鮮民主主義人民共和国
2018年の朝鮮民主主義人民共和国 （2018ねんのちょうせんみんしゅしゅぎじんみんきょうわこく、朝鮮語: 2018년 조선민주주의인민공화국）では、2018年（主体107年）の朝鮮民主主義人民共和国（北朝鮮）に関する出来事について記述する。

## 最高指導者等
- 最高指導者（労働党委員長、国務委員長）
  - 第3代: 金正恩（2011年12月17日 - ）
- 最高人民会議常任委員会委員長
  - 第3代: 金永南（1998年9月5日 - 2019年4月11日）
- 内閣総理
  - 第5代: 朴奉珠（2013年4月1日 - 2019年4月11日）

## できごと

### 1月
- 1月1日 - 金正恩朝鮮労働党委員長は新年の辞を発表し、アメリカ合衆国本土攻撃が可能な核弾頭を搭載する大陸間弾道ミサイル（ICBM）の実戦配備を宣言[1]。
- 1月 - 新年要綱発表時に、「元山葛麻海岸観光地区」(江原道元山市葛麻洞)の整備が発表される
- 1月7日 - 金正恩が国家科学院の現地指導を行った。
- 1月17日 - 金正恩が新たに改築された平壌教員大学の現地指導を行った。
- 1月20日 - 平昌オリンピックの女子アイスホッケーで南北合同チームの結成が決定[2]
- 1月23日 - プエプロ号拿捕記念番組放送。
- 1月25日 - 金正恩が平壌製薬工場の現地指導を行った。
  - 平昌五輪南北合同チーム（アイスホッケー）の朝鮮民主主義人民共和国側の選手が陸路で大韓民国入り。

### 2月
- 2月1日 - 金正恩が、新たに建設された平壌無軌道電車工場の現地指導を行った。
  - ‐ 朝鮮郵票から新年記念切手が発売される。
  - ‐ 2018年5ヵ年戦略に基づいたポスターが発表。
  - - 朝鮮民主主義人民共和国選手団が選手村入り。平壌順安国際空港か、元山空港から、大韓民国の襄陽国際空港へ入った。
  - - 朝鮮民主主義人民共和国のフィギュアスケート男女ペアが、江陵の競技場で、練習を開始。
- 2月4日 - 金正恩を迎え、新型無軌道電車の試運転が行われた。
- 2月5日 - 金永南最高人民会議常任委員会委員長が平昌オリンピック開会式出席のために韓国入り。
  - - 三池淵管弦楽団のメンバーが、金与正宣伝煽動副部長に見送られ平壌駅を出発
  - - 元山港(江原道元山市)から万景峰92に乗り換え、出港
- 2月6日 - 韓国江原道江陵市の墨湖港に入港
- 2月7日 - 三池淵管弦楽団のメンバー、江陵市のホールで練習
- 2月8日 - 平壌直轄市中区域の金日成広場で、朝鮮人民軍創建70周年を記念して軍事パレード開催[3]。
  - 金正恩、李雪主、金与正、金永南最高人民会議常任委員会委員長、崔龍海、金正角軍総政治局長の姿が見られた。
    - 各種戦車や火星12型、火星14型、火星15型、北極星2型も見られた。

  - - 南浦市江西区域の存在が確認される。
  - - 三池淵管弦楽団が、江陵で公演。
- 2月9日 - 朝鮮郵票から、「2.8節70周年慶祝記念切手」が発売。
- 同日 - 金永南最高人民会議常任委員会委員長と、日本の安倍晋三首相が平昌郡冬季五輪開会式前にで言葉を交わした。
- 2月10日 - 韓国大統領府で、金正恩の妹・金与正と金永南最高人民会議常任委員会委員長、文在寅大統領夫妻とが会談。金正恩からの親書を大統領に手渡し、早期の南北首脳会談実現を要求した。
- 2月11日 - 三池淵管弦楽団が、ソウルで公演。
- 2月13日 - 金正恩は、韓国を訪問した朝鮮民主主義人民共和国高位級代表団のメンバーと面会した。
  - - 金正恩は、韓国での祝賀公演を成功させ帰国した、三池淵管弦楽団のメンバーと面会した。
- 2月16日 - 光明星節慶祝記念切手が朝鮮郵票から発売される。
- 2月22日 - 平昌オリンピック閉会式に、朝鮮労働党副委員長金英哲の派遣を発表[4]
- 2月24日 - 米国政府は北朝鮮への過去最大の独自制裁をかけると発表。[5]
- 2月25日 - 金英哲朝鮮労働党副委員長兼統一戦線部部長率いる代表団が韓国入り。
  - 金英哲朝鮮労働党副委員長、文在寅大統領と一時間程会談。
- 2月28日 - 国際連合の総会にて、シリアの化学兵器開発施設に朝鮮民主主義人民共和国のミサイル開発の専門家が勤務しているという報告書が提出。

### 3月
- 3月5日 - 金正恩が韓国大統領の特使代表団のメンバーと会見した[6]。

- 3月6日 - 前日の会談が編集され、朝鮮中央テレビで記録映画として放映される。

### 4月
- 4月4日 - 38ノースは、平安北道寧辺郡にある「寧辺核施設」で、「黒鉛減速炉」施設の付近に新たな建物を建設していると発表。
- 4月7日 - 朝鮮中央通信は、朝鮮半島を取り巻く情勢の流れから日本が取り残されている状況は「自ら招いたもの」だとする論評を配信。
- 同日 - ロシア連邦クラスノダールで、タジキスタンの出稼ぎ労働者と、朝鮮民主主義人民共和国の出稼ぎ労働者が乱闘。
- 4月21日 - 20日、朝鮮労働党の中央委員会総会を開き、核兵器開発が実現したとして、21日から核実験と大陸間弾道ミサイル(ICBM)発射実験を中止し、「北部の核実験場を廃棄する」と決定したことを朝鮮中央通信（KCNA）が報じた。
- 同日 - ICBM実験も直ちに停止すると表明。平和と経済成長を実現するために国際社会との対話に取り組む意向を示した。 金正恩は声明において、「核兵器開発を完了したため、もはや核実験やＩＣＢＭの発射実験を行う必要がなくなった」と述べた。
- 4月22日 - 朝鮮民主主義人民共和国内にて、観光バスが橋から転落する事故が起き、中国人32人、北朝鮮人4人が死亡した。
- 4月24日 - 上の事故を受け、金正恩は中国大使館を訪問され、深い哀悼の意を表した。 24日朝、朝鮮中央通信によると、金正恩は「予想もできない事故に非常に胸が痛む」「肉親を失った遺族のことを思うと、悲しみを抑えきれない」などと述べたと伝えた。また、金は、「この悲劇的な事故を北朝鮮の人々も自分たちに起きた不幸のように受け止めている」と語ったと伝えた。
- 4月27日 - 金正恩は板門店の軍事境界線を歩いて韓国にはいり、文在寅大統領と握手を交したのち、「いつそちら（北側）に行けますか」と文がいうと、2人で北朝鮮側へ渡り、向こうでも固い握手をした。 その後、金正恩は韓国側の施設、「平和の家」の芳名録に署名した。
- 同日 - 約10年ぶりとなる、南北首脳会談が開催。 南北首脳による共同宣言、「板門店宣言」を発表[7]。
- 4月29日 - 青瓦台は、北朝鮮が咸鏡北道吉州郡豊渓里に持っている「豊渓里核実験場」を閉鎖するときに、対外公開すると合意していたことを発表した[8]
- 同日 - 「平壌時間（UTC+8:30）」を「韓国標準時（UTC+9:00）」に統一すると青瓦台が発表[9]
- 同日 - 金正恩は、韓国の文大統領を通じて、日本の安倍内閣総理大臣に「いつでも日本と対話する用意はある」と伝えた。
- 4月30日 - 最高人民会議常任委員会は、政令第2232号を以って、5/5に平壌時間を日本標準時・韓国標準時と同じUTC+9:00に戻す事を決定[10] 労働新聞の一面を飾った[11]。

### 5月
- 5月3日 - 金正恩は、中国の王毅外交部部長と会談した。
- 5月4日 - スウェーデン・ハルムスタードでの第54回世界卓球選手権団体戦の女子準決勝で南北合同チームが結成され、韓国から田志希（チョン・ジヒ）、梁夏銀（ヤン・ハウン）、北朝鮮からキム・ソンイが出場[12]。
- 5月5日
  - 平壌時間が全廃され、UTC+9:00に戻された。朝鮮中央テレビもこれまで「日本時間15:30」から始まっていたが、「日本時間15:00」から放送を開始した。
  - ICAOは仁川国際空港と平壌順安国際空港を結ぶ航空路線を提案した。朝鮮民主主義人民共和国側はICAOの査察官の受け入れを発表。
  - 同日 - 韓国の聯合ニュースは、北朝鮮が拘束している米国人3人が早ければ5日にも、板門店を通じて解放される可能性があると伝えた。
- 5月6日 - 労働新聞の論評で、日本が北朝鮮への圧力維持を掲げながら、米国や韓国を通じ日朝対話を模索していると非難し、「悪い癖を捨てない限り、1億年たってもわれわれの神聖な地を踏むことはできない」と主張した。
- 5月7日,5月8日 - 金正恩は、中国大連市内で、中国共産党中央委員会総書記で、同国主席である習近平と再び会談した。金正恩は旧ソ連で開発、製造された航空機「Il-62」を改造した、「チャムメ（オオタカ）１号」という専用機で、空路大連と平壌を行き来した。
- 5月9日 - 韓国大統領府の当局者は、北朝鮮を訪問しているマイク・ポンペオ米国務長官が、同国で拘束されている３人の米国人とともに帰国するとの見通しを示した。米朝首脳会談の日程を最終決定するとの見方も示した。
- 同日 - 朝日新聞電子版は、北朝鮮関係筋の情報として、北部の両江道三水郡で4月、韓国の歌謡曲を聴いて踊った未成年者6人に対する公開裁判があったと伝えた。6人はいずれも16～17歳で、うち4人には反国家陰謀罪で労働鍛錬刑1年が宣告され、残る2人も教化所（刑務所）に送られたという。
- 5月10日
  - 北朝鮮に拘束されていた米国人キム・ドンチョルら3名を乗せた米政府専用機（C-32）が日本時間10日午後、ワシントン近郊のメリーランド州にある、アメリカ空軍アンドルーズ空軍基地に到着。ドナルド・トランプ大統領夫妻とマイク・ペンス副大統領夫妻がそろって出迎えた。
  - ドナルド・トランプが金正恩との首脳会談日程について、「2018年6月12日にシンガポールで開催する」ことを発表[13][14]。
- 5月11日 - イギリスの、インペリアル・カレッジ・ロンドンのマット・フィッシャーはカエルツボカビ症を引き起こす真菌、カエルツボカビが広まったきっかけは朝鮮戦争であると語った。

同校のサイモン・オハンロンも、「病原体が広がるきっかけは、何か1つの出来事だったかもしれませんし、いくつかの出来事の積み重ねだったのかもしれません。あるいは、何らかの人為的な大事件だった可能性もあります。例えば、朝鮮戦争のような」と語った。
また、世界各国の研究者58人から成る研究チームが、この真菌がどこから広がり始めたのかを明らかにした。学術誌「サイエンス」に5月11日付けで掲載された画期的な研究で、カエルツボカビが現れた最も有力な場所と年代を1950年代の朝鮮半島とした。
- 5月12日 - 韓国船籍のタンカーが今月、国連安全保障理事会の制裁決議に反して北朝鮮籍船舶が洋上で別船舶に横付けして物資を移し替える「瀬取り」に東シナ海で関与した疑いがあるとして、日本政府が韓国政府に対し情報を提供し、事実関係を調査するよう求めた
- 5月13日 - アメリカ国務省のポンペオ国務長官は、FOXテレビのインタビューで、核放棄の見返りとして、経済支援を表明。また、その資金は民間資本を想定していることを明らかにした。支援の主体は「起業家や資本家ら民間資本だ。米国の納税者ではない」と指摘し、北朝鮮の電力などのインフラ整備や農業支援を進める考えを示した。
- 5月15日 - アメリカの研究機関「38ノース」が公開した豊渓里核実験場の衛星写真からは、先月と比べ、複数の建物が撤去されていた。

具体的には、トンネルの土砂を運び出すためのトロッコが解体されたほか線路は撤去されたようだと指摘。「実験場の廃棄が始まっていることを示す決定的な証拠だ」と分析している。
一方、いくつかの建物はそのまま残されているが、これは北朝鮮が発表したように、来週、海外メディアの前で爆破や撤去が行われるのではないかとの見方を示している。
- 同日 - 韓国統一部は、韓国と朝鮮民主主義人民共和国が5月16日に板門店の南側施設「平和の家」で閣僚級会談を開催することで合意したと発表した。朝鮮半島の非核化宣言の履行に向けた具体的な計画を協議する。

閣僚級会談には、北朝鮮側から祖国平和統一委員会(CPRK)の李善権委員長率いる29人の代表団が派遣される見込み。代表団には鉄道省幹部などが含まれる。
韓国側からは趙明均統一相率いる5人のチームが参加する。
- 5月16日 - 北朝鮮は上の南北閣僚級会談の中止を通告。米朝会談準備のためという理由。
- 同日 - 朝鮮中央通信は、キム・ケグァン第１外務次官の、「一方的に核放棄強要なら米朝首脳会談再考する」という内容の、アメリカを牽制する談話を発表。
- 同日 - 朝鮮人民軍の将校が、民間人と共に黄海経由で韓国に亡命したと、韓国の聯合ニュースが政府筋の話として伝えた。

聯合ニュースによると、小型の船が北朝鮮との境界に近い白翎島の北の沖合で発見された。船には朝鮮人民軍の少佐と民間人が乗っており、2人とも亡命を希望したという。　韓国海洋警察はこの件について関連当局が調査を行っているとしたが、詳しい情報は明かさなかった。
- 5月23日 - 韓国統一部は、北朝鮮が豊渓里核実験場の放棄を取材する韓国記者団の名簿を受理し、取材を許可したと発表した。
- 5月24日 - 韓国の聯合ニュースは、北朝鮮が、豊渓里核実験場を爆破したと伝えた。

また、「ニュース1」は、4カ所ある坑道のうち3カ所が爆破されたと速報した。同通信社は取材を許可された米英中露韓5カ国の一つ。爆破が確認されていない残り1カ所の状態は不明。 同通信社によると、実験場坑道は4カ所あり、東側1番の坑道は2006年10月の第1回の核実験で放射性物質が漏れ、閉鎖中。09～17年に行われた2～6回目の核実験は、いずれも北側の2番坑道が利用され、昨年9月の6回目の核実験で地盤が崩壊した。12年に掘削が完了した西側の第3坑道と、掘削中の南側第4坑道は未使用の状態。
- 同日 - アメリカのトランプ大統領は、6月12日に予定されていた米朝首脳会談を中止すると北朝鮮に伝達したと米メディアが一斉に報道した。

また、ロイター通信は、ホワイトハウスは、トランプ大統領が北朝鮮の金委員長に宛てた書簡を公開し、今行うのは不適切と報じた。
- 5月25日 - トランプ大統領は、米朝首脳会談が当初予定通り、6月12日に行われる可能性が残っているとの認識を示した。

北朝鮮が協議になお前向きだとする融和的な声明を出したことを歓迎し、「どうなるかみてみよう」「12日の可能性さえある。実現させたい」と述べた。
- 5月26日 - 韓国大統領府によると、文在寅大統領は金正恩と午後3時から2時間にわたって、南北の軍事境界線にある板門店の北側の施設で、首脳会談を行った[15]。
- 5月30日 - 江原道で、庫岩-畓村鉄道橋が開通した。
- 5月31日 - ニューヨーク時間5月30日、金英哲朝鮮労働党副委員長と、マイク・ポンペオアメリカ合衆国国務長官が、夕食会兼会談が行われた。
- 同日 - 金正恩は、ロシア連邦のセルゲイ・ラブロフ外務大臣と会談した。

### 6月
- 6月1日 - 訪米中の朝鮮労働党副委員長金英哲がトランプ大統領と会談し、会談終了後にトランプ大統領が予定通り、6月12日に米朝首脳会談を開催すると発表した。
- 6月3日 - 人民武力部部長が、朴永植から努光鉄第1次官に交代したことが分かった
- 6月4日 - ロシアのプーチン大統領は、金正恩を、ことし９月にロシア極東で開かれる国際経済フォーラムに招待した
- 6月6日 - 米朝首脳会談の開催場所が、シンガポールの南部にあるセントーサ島のホテルに決定した。

ホワイトハウスのサンダース報道官は6月5日、ツイッターで、「トランプ大統領と北朝鮮の金委員長の会談場所は、セントーサ島のホテル『カペラ』だ」と発表した。
- 6月7日 - 38ノースは、「同国北部の平安北道亀城付近にある、ミサイル発射台を撤去した模様だ」と発表した。
- 同日 - シンガポールのバラクリシュナン外相は７～８日に平壌を訪問し、金永南最高人民会議常任委員会常任委員長と会談した。
- 6月8日 - ロイター通信は、関係筋の話として、金委員長は、10日にシンガポールのチャンギ空港に到着する予定と伝えた。
- 同日 - 香港紙サウスチャイナ・モーニング・ポストは韓国空軍の話として、金委員長が米朝首脳会談出席のためシンガポールに向かう際、中国が戦闘機を派遣して金正恩朝鮮労働党委員長の搭乗機（チャムメ1号）を護衛する可能性があると伝えた。
- 6月9日 - 朝鮮日報は、中国国際航空のボーイング747が前日午後、北京首都国際空港から平壌国際空港に入ったと報道した。トランプ米大統領の専用機「エアフォースワン」も同系統で、「金委員長は老朽化した愛用の専用機をあきらめ、見劣りしないCA機を選んだ可能性がある」と同紙は伝えている。
- 同日 - 同紙は、金委員長に妹の金与正朝鮮労働党第１副部長が同行すると伝えた。
- 同日 - 金正恩は、新たに建設された、「大同江平壌水産物食堂」を視察した。
- 6月10日 - 金正恩は、現地時間2時36分（日本時間3時36分）に、シンガポールのチャンギ空港に到着した。
- 同日 - 日本時間午後7時30分頃より、金正恩はシンガポール首相リー・シェンロンと会談した。
- 6月11日 - 金正恩は、泊まったホテルを出て、シンガポールの街に出られ、市内の観光名所を参観した。
- 6月12日 - 金正恩は、トランプ大統領と、史上初となる米朝首脳会談を行われた
- 6月19日 - 金正恩が中国を訪問し、同国の習近平総書記に、米朝首脳会談に関する説明を行うとみられていると新華社通信が報じた。
- 6月22日 - 北朝鮮の金剛山ホテルで、南北高位級会談が行われ、8月20日〜8月26日の間に南北離散家族の再開の会が開催されると東亜日報、聯合ニュース、韓国放送公社が報じた

### 8月
- 8月15日 - 祖国解放記念日。
  - - 光復節。
- 8月18日 - 2018年アジア競技大会の開会式で南北合同チーム（コリア）が一緒に入場行進した[16]。
- 8月20日 - 南北離散家族の再会事業が2015年以来2年10ヶ月ぶりに実施[17]。
- 8月25日 - 先軍節。

### 9月
- 9月9日 - 建国記念日。
- 9月14日 - 北朝鮮の開城に南北共同連絡事務所が開所される[18]。
- 9月18日 - 北朝鮮の平壌で南北首脳会談を開催[19]。
- 9月24日（8月15日 (旧暦)） - 秋夕（秋夕/中秋/ハンガウィ/嘉俳日）。

### 10月
- 10月10日 - 朝鮮労働党創立記念日。

### 11月
- 11月16日 - 母の日。

### 12月
- 12月3日 - 金鉄万元朝鮮労働党中央委員会委員が死去。葬儀は国葬として行われた。
- 12月27日 - 憲法記念日。

## 周年
- 1月23日 - プエプロ号拿捕50周年。
- 2月8日 - 朝鮮人民軍創立70周年。
- 9月9日 - 朝鮮民主主義人民共和国建国70周年。

## 死去
- 1月14日 - 金光淑・人民俳優、過去は普天堡電子楽団に所属。